# Leptospermum rotundifolium
Leptospermum rotundifolium är en myrtenväxtart som först beskrevs av Joseph Henry Maiden och Ernst Betche, och fick sitt nu gällande namn av F.A.Rodway. Leptospermum rotundifolium ingår i släktet Leptospermum och familjen myrtenväxter. Inga underarter finns listade i Catalogue of Life.